# Аналанджирофо
Аналанджирофо (на френски: Analanjirofo) е един от двадесет и двата региона на Мадагаскар.
- Столица: Феноариво Атсинанана
- Площ: 21 930 км²
- Население (по преброяване през май 2018 г.): 1 152 345 души
- Гъстота на населението: 52,6 души/км²[1]

Регион Аналанджирофо е разположен в провинция Тоамасина, в източната част на страната и има излаз на Индийския океан. Разделен е на 6 района.